# Philibert-Benoît de La Rue
Philibert Benoît de La Rue (Parigi, 1718 - 1725 – Parigi, 11 marzo 1780) è stato un pittore e incisore francese.

## Biografia
Fratello dello scultore e incisore Louis-Félix de La Rue, quest'artista dipinse principalmente soggetti di genere, paesaggi, ritratti e battaglie.
Si formò alla scuola di Charles Parrocel, con cui collaborò alla realizzazione del dipinto La Battaglia di Lauffeldt.

## Alcune Opere
- Cavaliere sul suo cavallo, a riposo, disegno, Musée des beaux-arts, Besançon
- Corpo di guardia, disegno, Museo nazionale Magnin, Digione
- La Battaglia di Lauffeldt, olio su tela, 171 x 400 cm, realizzato da Charles Parrocel, Philibert Benoît de La Rue, Jean-Pierre Franque, Museo della Reggia di Versailles, Versailles